# 康熙帝
康熙帝（こうきてい）は、清の第4代皇帝。諱は玄燁（げんよう、燁は火偏に華）。満洲人、君主としての称号はモンゴル語でアムフラン・ハーン、廟号は聖祖。在世時の元号康熙を取って康熙帝と呼ばれる。
西洋文化を積極的に取り入れ、唐の太宗とともに、中国歴代最高の名君とされ、大帝とも称される。その事実は歴代皇帝の中で聖の文字を含む廟号がこの康熙帝と、宋と澶淵の盟を締結させた遼最盛期の皇帝聖宗の2人にしか与えられていないことからも窺える。また祖の文字も、通常は漢の高祖（太祖高皇帝）劉邦など、王朝の始祖あるいは再建者に贈られる廟号であるが、康熙帝は4代目であるにもかかわらず太祖・世祖に続いて3番目に贈られている。

## 即位

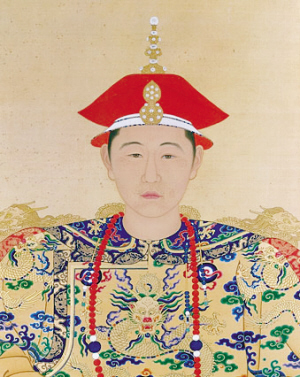
青年時代の康熙帝

順治帝の第3子として生まれる。疱瘡にかかったことを口実に城外に出され、乳母の手で育てられた。順治帝は子供の養育に関心が薄く、玄燁は祖母である孝荘文皇后により厳格にしつけられた。順治18年（1661年）、病状が悪化した順治帝は、玄燁が疱瘡を克服して生き残ったことと、厳格な教育を受けて育ったことを理由として皇太子に指名した。順治帝は同年に崩御し、玄燁は8歳で皇帝に即位した。一説によると宮中で育てられず、北京のつましい地区で育てられたということであり、順治帝が崩御して宦官が迎えに来たとき、康熙帝は同年代の子供と路上で遊んでいた。もしこれが事実なら、人間形成の大事な時期に庶民の生活に触れて、宦官の毒気に当てられないで済んだわけである。順治帝の遺命により、即位後はスクサハ・ソニン・エビルン・オボイの重臣4人による合議で政権運営が行われた。康熙6年（1667年）にソニンが死去すると、オボイが反対派を粛清して専横を振るうようになった。康熙8年（1669年）、康熙帝はソニンの遺児ソンゴトゥと謀って、モンゴル相撲にかこつけてオボイを捕らえて排除し、16歳の時に親政を始めた。

## 三藩の乱
康熙12年（1673年）、三藩の乱が起こった。明の臣であった呉三桂は順治帝に山海関を明け渡して清に投降し、その後は南に逃れた南明の永暦帝を殺したことで功績大と認められ、皇族やモンゴル王侯ではないにもかかわらず旗王と同格の親王の爵位を授けられていた。この呉三桂を筆頭とした尚可喜・耿精忠の3人の藩王は、それぞれ雲南・広東・福建を領地としており、領内の官吏任命権と徴税権も持っていたので独立小国家の体をなしていた。
康熙帝はこの三藩を廃止することを決めた。廃止しようとすれば呉三桂たちは反乱を起こすと群臣の多くは反対だったが、3人だけ「このまま藩を存続させればますます増長し、手に負えなくなり、結局反乱することと同じである。どうせ同じなら今廃止したらどうか」という意見を出し、康熙帝はこれを採用した。
予想通り、呉三桂たちは清に対して反旗を翻した。三藩軍は清の軍隊を各地で破り、呉三桂は清から分離して周を建国し、鄭氏台湾の鄭経もこれに呼応した。そのため清は、一時期長江以南を全て奪われるなど、崩壊の危機を迎える。群臣は康熙帝に故地満洲に避難することを勧めたが、康熙帝は断固として三藩討伐の意思を変えなかった。そして、毎日数百も及ぶ報告に対して適切に対応した。呉三桂たちは「満洲人を追い出して漢人の天下を取り戻そう」というスローガンを民衆に訴えたが、そもそも漢人の王朝である明を滅ぼしたのは他ならぬ呉三桂であったので、民衆は支持しなかった。康熙帝が漢人の周培公らを起用したことで、清軍は徐々に優勢になっていき、康熙20年（1681年）に周を滅ぼして三藩の乱は鎮圧された。その2年後には李光地の意見を採用し、鄭氏政権からの降将施琅を登用して台湾を制圧、反清勢力を完全に滅ぼした。

## 外征と晩年

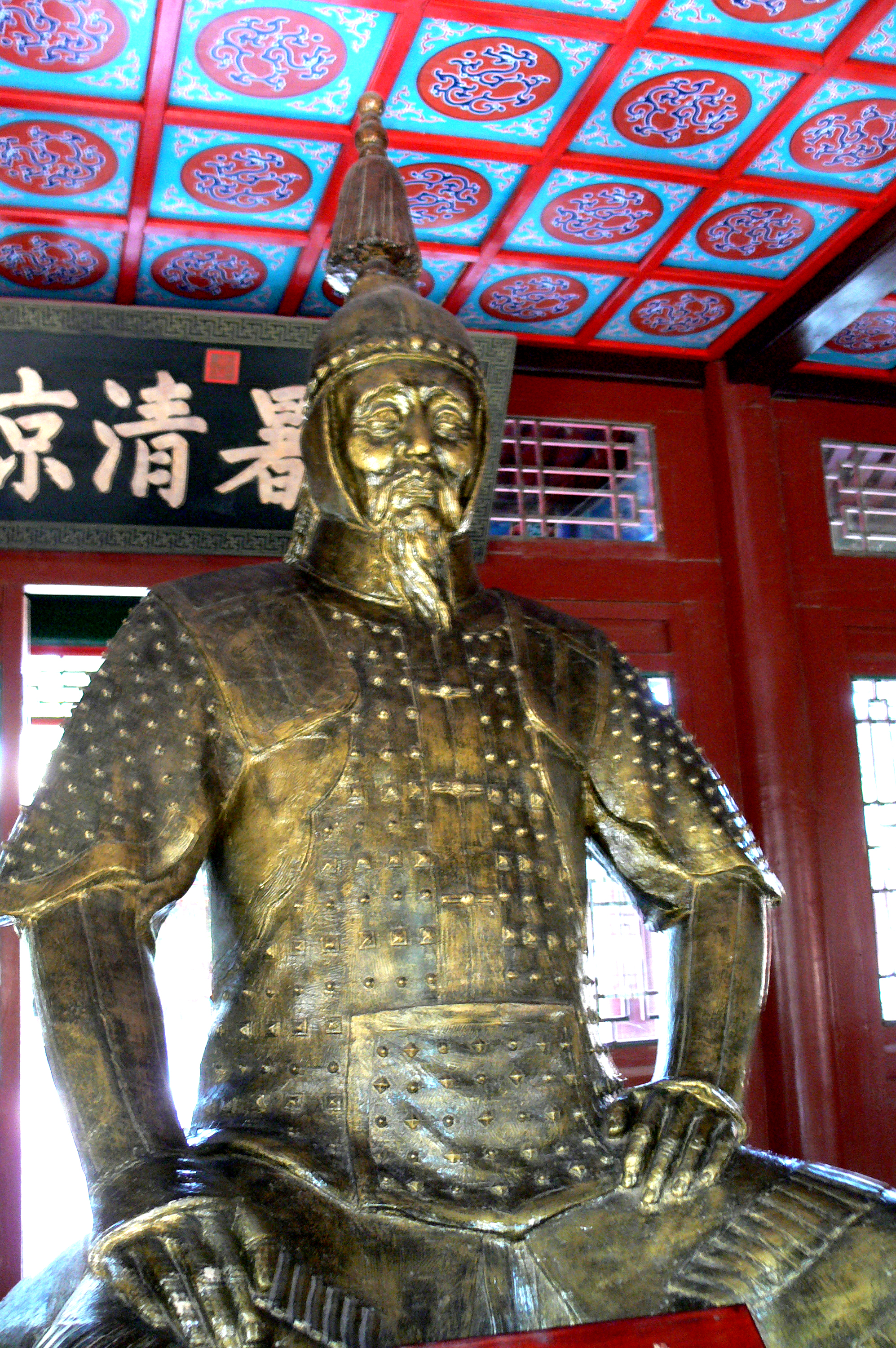
避暑山荘の康熙帝銅像

台湾を収併した1683年、ピョートル1世（摂政：ソフィア・アレクセーエヴナ、顧問：ヴァシーリー・ゴリツィン）時代のロシア帝国が、満洲人の故地である黒竜江付近のアルバジンに南下してきたので、この地域の軍事力を強化し（清露国境紛争）、康熙28年（1689年）にソンゴトゥを派遣してネルチンスク条約を締結した。19世紀に受け入れさせられた一連の不平等条約と異なり、この条約は両国が対等の立場として結ばれたものである。中華思想によれば中国は唯一の国家であり、対等な国家の存在を認めず、国境など存在しないという建前だったが、この原則を揺るがす内容であった。これには側近のイエズス会宣教師フェルディナント・フェルビースト（南懐仁）の助言があったといわれ、条約締結の際にもイエズス会士が交渉を助けた。ただし、その後の対ロシア関係は理藩院によって処理されており、清の国内では朝貢国と同様の扱いを受けていた。そのため、この条約締結をもってして清朝が主権国家体制の枠組みに包含されたとまではいえない。
1670年代、ジュンガル部のガルダン・ハーン（噶爾丹）がオイラトの覇権を握り、さらにモンゴルのハルハ部の内紛に介入、ハルハ諸部を制圧した。康熙32年（1693年）、ハルハの諸侯は康熙帝に保護を求め、康熙帝はこれに応えてガルダンと対決（清・ジュンガル戦争）、みずから軍勢を率いての戦闘を経て、康熙35年（1696年）に致命的打撃をガルダンに与えることに成功（ジョーン・モドの戦い）、ガルダンは敗走中に死去した。従来、ハルハ諸侯は清朝に朝貢を行い、冊封を受けるのみで、他の朝貢国と同様に内政自主権を行使していたが、これ以後は清の盟旗制度に組み込まれることとなる。

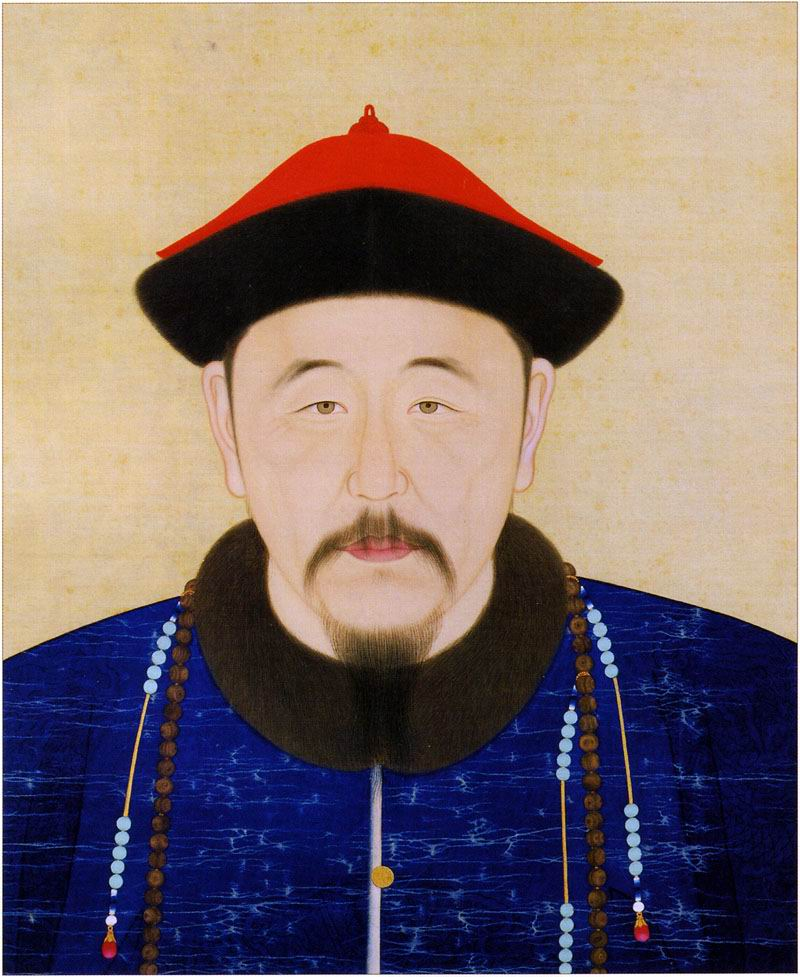
40歳の康熙帝

18世紀初め、ダライ・ラマ6世を巡って生じたチベットの内紛で、青海のグシ・ハン王家の傍系王族の一部とジュンガルのツェワンラブタンが同盟を結び、康熙56年（1717年）にジュンガル軍がチベットへ侵攻し、ラサを制圧、チベットのラサン・ハンを殺害した。康熙帝はラサンの救援要請に応じ、康熙57年（1718年）にチベットへ出兵したが、この第一次派遣軍はジュンガル軍によって壊滅させられた（サルウィン川の戦い）。これに対し康熙帝は、グシ・ハン一族の主だった者たちを、当初ジュンガルと同盟した者たちを含めて北京に招き、爵位で釣って清朝側につけることに成功した。康熙59年（1720年）の第二次派遣軍は、「グシ・ハンの打ち立てた法の道」を回復することを旗印に、グシ・ハン一族の軍勢とともに進軍した。ガリーのガルトクの知事カンチェンネーとラサンハン軍にいたツァンのポラネーらゲリラ勢力の蜂起に苦しめられていたジュンガル軍はこれを見て、戦わずして中央チベットから撤退していった。
康熙帝は「グシ・ハンの立てた法の道（ダライラマを擁するチベットのハン）」をチベットの正統の政体と認め、この政体の回復をチベット介入の旗印にしていた。康熙60年（1721年）には、グシ・ハン一族にハン位継承候補者を選出するよう求めたが、グシ・ハン一族は18世紀初頭以来、内紛の極みに達しており、一族とチベットの有力者が一致して支持しうる候補者を選出することができなかった。康熙帝はラサンを継ぐハンを冊封しないまま没し、チベットの戦後統治処理は次代の雍正帝の手に委ねられることになる。
康熙60年（1721年）、朱一貴が台湾の阿里港（現在の里港郷）で反乱を起こしたが、総兵藍廷珍とその族弟藍鼎元を派遣し、翌康熙61年（1722年）に平定した。この年の正月、在位61年の宴会で機嫌よくした康熙帝は大臣たちを私室に招き、機嫌よく思い出話をした。
「私が10年在位した時は20年在位するとは思わなかったし、20年在位した時は20、30、40年と在位するとは思わなかった。50の時も60年も在位するとは思いもかけなかった。今はもう61年である。歴史によれば、70歳に達した帝王は3人しかいない。なんと私は恵まれているのだろう。私はいつも臣下に寛大にふるまい、大臣たちの身の保全には特に気をつけた。だからお前たちもみな、年を経て幸福に暮らし、名誉をともなっていられるのだ。こうやって向かい合っている君臣が髪も髭も白くなっているとは楽しいことではないか。」
また、得意の戦争や6回の南方巡航を回顧した。
康熙61年11月8日、康熙帝は冷風に当たり高熱を出し、その6日後の11月14日に崩御した。順治帝は清を中華王朝としたが、実質的に清を全国王朝としたのは康熙帝である。清東陵に陵墓がある。
1691年に国内でキリスト教を邪教として扱い宣教師を追放した動きがあったが、この際康熙帝は寛容な態度をとり、「西洋人は我が国の暦法を助け、軍事面においても大砲を造った。これらの誠心を認め、布教事業の禁止はしない」と1692年に命令を下した。しかし、1704年にローマ教皇が中国に圧力をかけようと派遣した鐸羅との謁見で中国に対する『禁約文』を出されて態度が変わった。ローマ法王のこのような行為は中国への内政干渉であると立腹し、中国の法律に違反した宣教師らを国外に追放、さらに鐸羅をマカオに追放するなどとした。

## 北方民族の王者
康熙22年（1683年）からほとんど毎年、康熙帝は夏にはムラン・イ・アバ（muran i aba、木蘭囲場。現在の承徳市囲場満族モンゴル族自治県）に赴き、モンゴル王侯とともに狩猟を行った。こうした狩場で十数日の間、モンゴル風のテント生活を送ったのである。康熙帝は弓の達人で、自ら虎や熊を倒したといわれる。また康熙42年（1703年）には熱河に離宮避暑山荘を造り、毎年夏から秋にかけて北京を離れて熱河で過ごし、モンゴル諸王や外国朝貢使節を引見した。こうした北方民族の王者としての行動様式は、家法として雍正帝や乾隆帝にも受け継がれていく。

## 国内政策
康熙帝は内政にも熱心であり、自ら倹約に努め、明代に1日で使った費用を1年間の宮廷費用としたといわれる。また、使用人の数を1万人以上から数百人にまで減らした。国家の無駄な費用を抑え、財政は富み、減税をたびたび行った。また、丁銀（人頭税）の額を康熙50年（1711年）の調査で登録された人丁（16歳から59歳の成年男子）の数に対応した額に固定し、1711年以降に登録された人丁に対する丁銀を当面免除した（盛世滋生人丁）。これは地丁銀制へとつながる。
「黄河の治水」と「漕運の整備」を目的として、六度にわたる「南巡」を熱心に行った。この南巡は、費用のすべてを宮廷が負担するという徹底したものだった。
文化的にも、『康熙字典』『大清会典』『歴代題画』『全唐詩』『佩文韻府』などを編纂させ、『古今図書集成』の編纂を命じた（完成は雍正帝の時代）。朱子学に傾倒し、自ら儒学者から熱心に教えを受けて、血を吐くまで読書を止めなかったといわれる。
康熙帝の時代から十哲の一人として朱子（朱熹）を祀るようになり、『朱子全書』『性理大全』などの朱子に関する著作をまとめた。『明史』の編纂にも力を入れ、大部分を完成させている（全巻完成は乾隆4年（1739年））。また、イエズス会宣教師ジョアシャン・ブーヴェらに実測による最初の中国地図『皇輿全覧図』を作成させた。
文字の獄をはじめたのも彼の代からであり、その政策は子の雍正帝、孫の乾隆帝にも受け継がれた。

## 后妃と子女
康熙帝の第一子は康熙6年 (1667) 旧暦9月 (康熙帝が満13歳の年) に生まれて承瑞と名づけられ、第二子・承祐、第三子・承慶ともに名の頭に「承」の字を冠したが、しかし、この三子はともに夭折した。「承」の字は不吉だとして、第四子には満洲語で「賽音察渾」と名づけたが、これもやはり夭折した。第五子は保清と名づけられ、続いて第六子に允礽がうまれ、その下に更に三人 (長華、長生、萬黼) あったが、この三人はまたも夭折し、第五子・保清と第六子・允礽のみが成人した。これがのちの大阿哥と二阿哥である (「阿哥age」は満洲語で「皇子」の意)。従って、康熙帝の第一皇子 (大阿哥) と第二皇子 (二阿哥) は、それぞれ第五子、第六子ということになる。
二阿哥・允礽の後に生まれた兄弟は同輩として「胤」で統一されるようになり (三阿哥・胤祉、四阿哥・胤禛……)、大阿哥・保清ものちに胤禔と改められた。但し、四阿哥・胤禛 (後の雍正帝) が践祚すると、「胤」は避諱の対象となり「允」に改められた。なお、便宜上、ここでは大阿哥・胤禔以下をすべて「胤」で統一した。
康熙帝には最終的に35人の子と20人の娘があったが、成人したのは子が24人、娘が8人であった。そのうち、九人の皇子がのちに帝位をめぐって暗闘を繰り広げ、それを制して践祚したのが四阿哥・胤禛 (後の雍正帝) である。一連の暗闘は「九子奪嫡」と呼ばれ、また、当時多くの者が予期しなかった胤禛践祚に関する種々の噂は、民間に「雍正簒位」として拡まった。

### 正室
- 孝誠仁皇后 ヘシェリ氏
  - 承祐[注釈 2]：第二子、夭逝。[13]
  - 皇二子・胤礽：康熙14年に立太子、同46年に廃位、同48年に復位、同51年に廃位、雍正2年に薨去、諡号・理密親王。[13]
- 孝昭仁皇后ニオフル(鈕祜禄)氏：ヌルハチの外曾孫で康熙帝の又従姉妹。
- 孝懿仁皇后トゥンギャ(佟佳)氏：康熙帝の母方の従姉妹。
  - 皇八女：夭逝。

### 側室
- 孝恭仁皇后ウヤ(烏雅)氏
  - 皇四子・胤禛：後の雍正帝。
  - 皇六子・胤祚：夭逝。[13]
  - 皇七女：夭逝。
  - 皇九女：固倫温憲公主。
  - 皇十二女：夭逝。
  - 皇十四子・胤禵[注釈 3][14]：乾隆20年に薨去、諡号・恂勤郡王。[13]
- 愨恵皇貴妃トゥンギャ(佟佳)氏：康熙帝の母方従妹、孝懿仁皇后の妹。
- グワルギャ(瓜爾佳)氏惇怡皇貴妃
  - 皇十八女：夭逝。
- ジャンギャ(章佳)氏敬敏皇貴妃
  - 皇十三子・胤祥：雍正8年に薨去、諡号・怡賢親王。[13]
  - 皇十三女：和碩温恪公主。
  - 皇十五女：和碩敦恪公主。
- 温僖貴妃ニオフル(鈕祜禄)氏：孝昭仁皇后の妹。
  - 皇十子・胤䄉：康熙48年に敦郡王、雍正2年に剥奪、乾隆2年に輔国公、同6年に卒去。[13]
  - 皇十一女
- 順懿密妃王氏
  - 皇十五子・胤禑：雍正9年に薨去、諡号・愉恪郡王。[13]
  - 皇十六子・胤禄：乾隆32年に薨去、諡号・荘恪親王。[13]
  - 皇十八子・胤祄：夭逝。
- 純裕勤妃陳氏
  - 皇十七子・胤礼：乾隆3年に薨去、諡号・果毅親王。[13][注釈 4]
- 恵妃ウラナラ氏
  - 承慶：第三子、夭逝。[12][13]
  - 皇長子・胤禔：康熙37年に直郡王、同47年に剥奪、雍正12年に卒去。[13]
- ゴロロ(郭絡羅)氏宜妃
  - 皇五子・胤祺：雍正10年に薨去、諡号・恒温親王。[13]
  - 皇九子・胤禟：康熙48年にベイセ、雍正3年に剥奪。[13]
  - 皇十一子・胤禌：夭逝。[13]
- 栄妃マギャ(馬佳)氏
  - 承瑞：第一子。夭逝。[12][13]
  - サインチャフン(賽音察渾)：第四子、夭逝。[12][13]
  - 皇三女：固倫栄憲公主。
  - 長華：第七子、夭逝。[12][13]
  - 長生：第八子、夭逝。[12][13]
  - 皇三子・胤祉：雍正10年に薨去、諡号・誠隠親王。[13]
- 定妃ワンリュハ(瓦劉哈)氏
  - 皇十二子・胤祹：乾隆28年に薨去、諡号・履親王。[13]
- 宣妃ボルジギン(博爾済吉特)氏
- 成妃ダイギャ(戴佳)氏
  - 皇七子・胤祐：雍正8年に薨去、諡号・淳度親王。[13]
- 良妃衛氏
  - 皇八子・胤禩：康熙61年に廉親王、雍正4年に剥奪。[13]
- 平妃ヘシェリ氏：孝誠仁皇后の妹。
  - 胤禨：夭逝。[13]
- 慧妃ボルジギン(博爾済吉特)氏
- 襄嬪高氏
  - 皇十九子・胤禝：夭逝。
  - 皇十九女：夭逝。
  - 皇二十子・胤禕：乾隆23年に卒去、諡号・簡静ベイレ。[13]
- 熙嬪陳氏
  - 皇二十一子・胤禧：乾隆23年に薨去、諡号・慎靖郡王。[13][注釈 5]
- セヘトゥ(色赫図)氏謹嬪
  - 皇二十二子・胤祐[注釈 6]：乾隆8年に卒去、諡号・恭勤ベイレ。[13]
- 静嬪石氏
  - 皇二十三子・胤祁：乾隆50年に卒去、諡号・誠郡王。[13]
- 穆嬪陳氏
  - 皇二十四子・胤祕：乾隆38年に薨去、諡号・誠親王。[13]
- ウラナラ氏通嬪
  - 皇十女：固倫純愨公主。
- 端嬪董氏
  - 皇二女：夭逝。
- ヘシェリ(赫舎里)氏僖嬪
- ジョーギャ(兆佳)氏貴人
  - 皇五女：和碩端静公主。
- 貴人ゴロロ(郭絡羅)氏：宜妃の妹。
  - 胤䄔：夭逝。[13]
  - 皇六女：固倫恪靖公主。
- 貴人袁氏
  - 皇十四女：和碩愨靖公主。
- 貴人ナラ氏
  - 萬黼：第九子、夭逝。[12][13]
  - 胤禶：夭逝。[13]
- 貴人ナラ氏
- 貴人陳氏
  - 胤禐：夭逝。[13]
- 庶妃張氏
  - 皇長女：夭逝。
  - 皇四女：夭逝。
- 庶妃王氏
  - 皇十六女：夭逝。
- 庶妃劉氏
  - 皇十七女：夭逝。
- 庶妃ニオフル(鈕祜禄)氏
  - 皇二十女：夭逝。

(その他略)

## 逸話

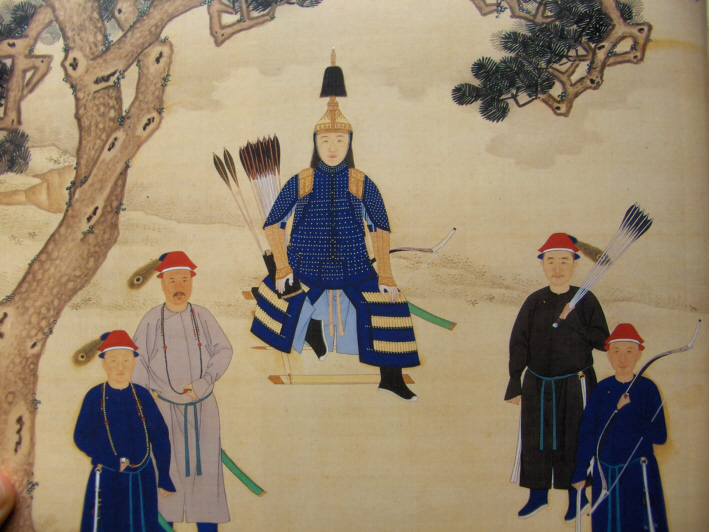
狩りをする康熙帝

- 上述のように狩猟が得意であり、生涯に虎135頭、熊・豹30頭、狼96頭を倒した逸話が残っている[15]。
- 外見は背格好は中以上、漢人の基準から見るとやせているが、均整の取れた容姿を持つ。丸顔で、天然痘のあとが残っている、目は普通の漢人よりも大きく、鼻は小さく、やや鉤鼻で、先端になるにつれて膨らんでいる[16]。
- 能力は俊敏で、洞察力や知性、記憶力に優れ、驚くべき天分の広さ、いかなる事件に耐えられる剛毅さを持ち、大計画を立ててこれを指導し、強固な意志力を持っており、威厳のある外見ではないが、趣向や趣味は高貴であり、大王にふさわしい、と絶賛されている[16]。

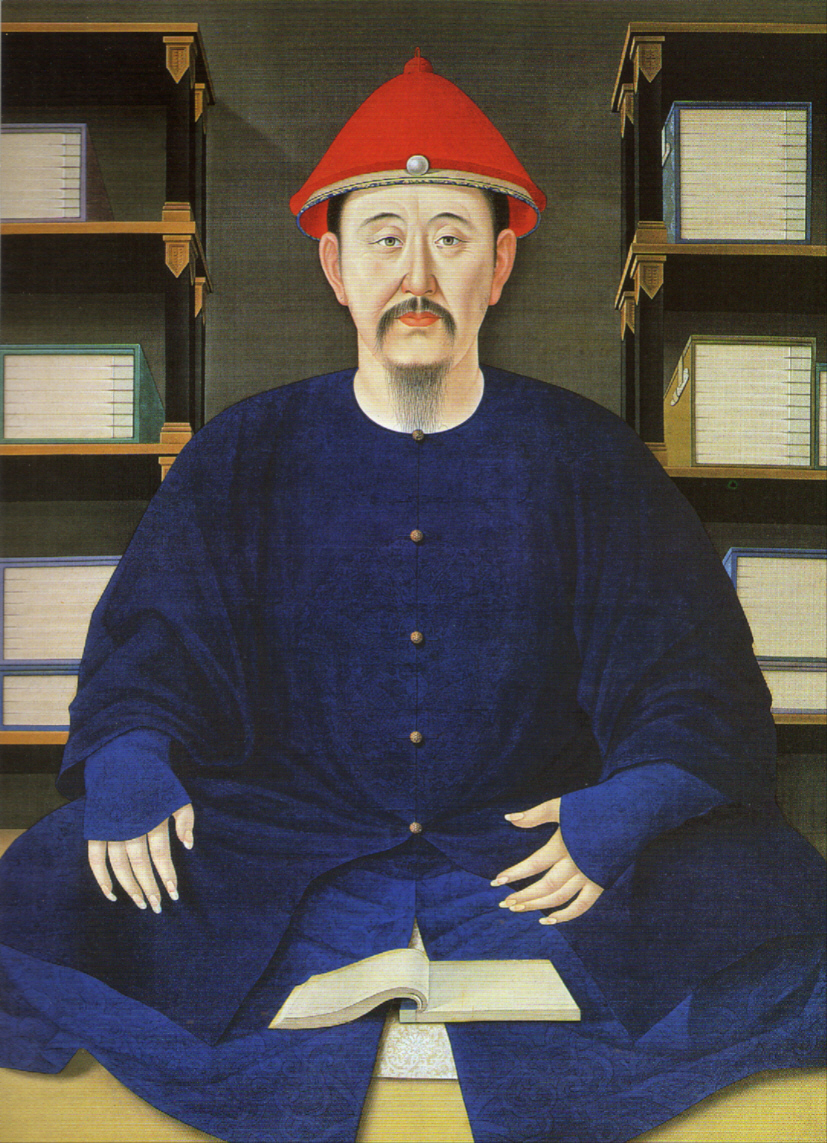
康熙帝（北京故宮博物院蔵）

- 学問を非常に好み、孔子の著書の大半やその他にも多くの古典を暗記していた。また、西洋の学問にも深く興味を抱き、幾何学・科学・天文学をよく学んだ[17]。

- フェルディナント・フェルビーストと湯光先を臨時の会議に呼び出し、中国天文学と西洋天文学のどちらが正しいかを確かめるため訊問し、西洋天文学の正しさを実証させた[18]。
- 呉三桂など多くの漢人の反乱に悩まされたが、不眠不休で連日連夜にわたり会議を行い命令を下した。適切な対応をしたため、数で勝る漢人を懐柔すること成功した[19]。
- モンゴルの王が反乱を起こそうとすると、すぐさま北京の軍とモンゴルに隣接する遼東省の軍を合流させた混合軍を送った。モンゴルの王は自軍の情勢も兵力集中も隣国の協力も得られずに敗北し、兄弟と王子が俘虜となった[20]。
- 飢饉の時に諸省の税を免除して、米倉を解放した。被害の大きい地域には米と金を分配した。また、六部を新築するために北京に集まっていた貧民を使役し、彼らの困窮を救った。中国史で起こりがちであった農民反乱を、こうして未然に防ぐことに成功している[21]。

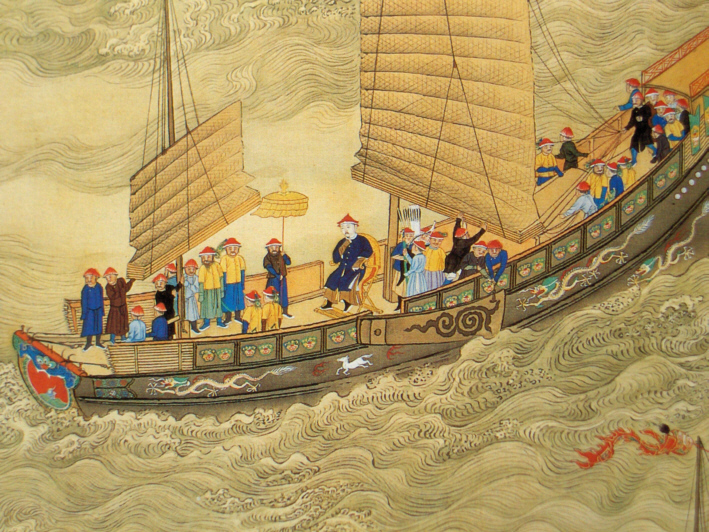
南巡する康熙帝

- 康熙帝は時折巡幸して国民と官吏を視察した、その時、身分の低い者でもそばに行くことができ、彼らに親切で慈愛のある態度を取った。そして官吏に満足しているかを尋ねた[22]。

- 生活は質素であり、食事は普通のもので満足した。また離宮を建設した時、豪勢さを反映するものは見当たらず、質素であった。衣服も豹の毛皮と一般的に用いられるものだった[23]。
- 皇子の教育にも熱心であり、歩き始めるとすぐに馬術・弓術・銃術を教えた。また、皇子たちが過保護にされるのを好まず、労働・労苦を与えて、粗悪な肉類を食べるように躾けた[24]。
- 明の残党狩りをかわして75歳まで生き延びていた崇禎帝の第5子である朱慈煥を捕らえると「謀反を起こした事実はないが、謀反の心を抱かなかったことはないとはいえない（朱某雖無謀反之事，未嘗無謀反之心）」として凌遅刑によって処刑。さらにその子と孫を含む一族をことごとく処刑して、明の皇統を根絶やしにしている[25]。隠棲していた前王朝の末裔を60年以上も経ってから族滅したことで汚点を残す結果となっている。

## 登場作品

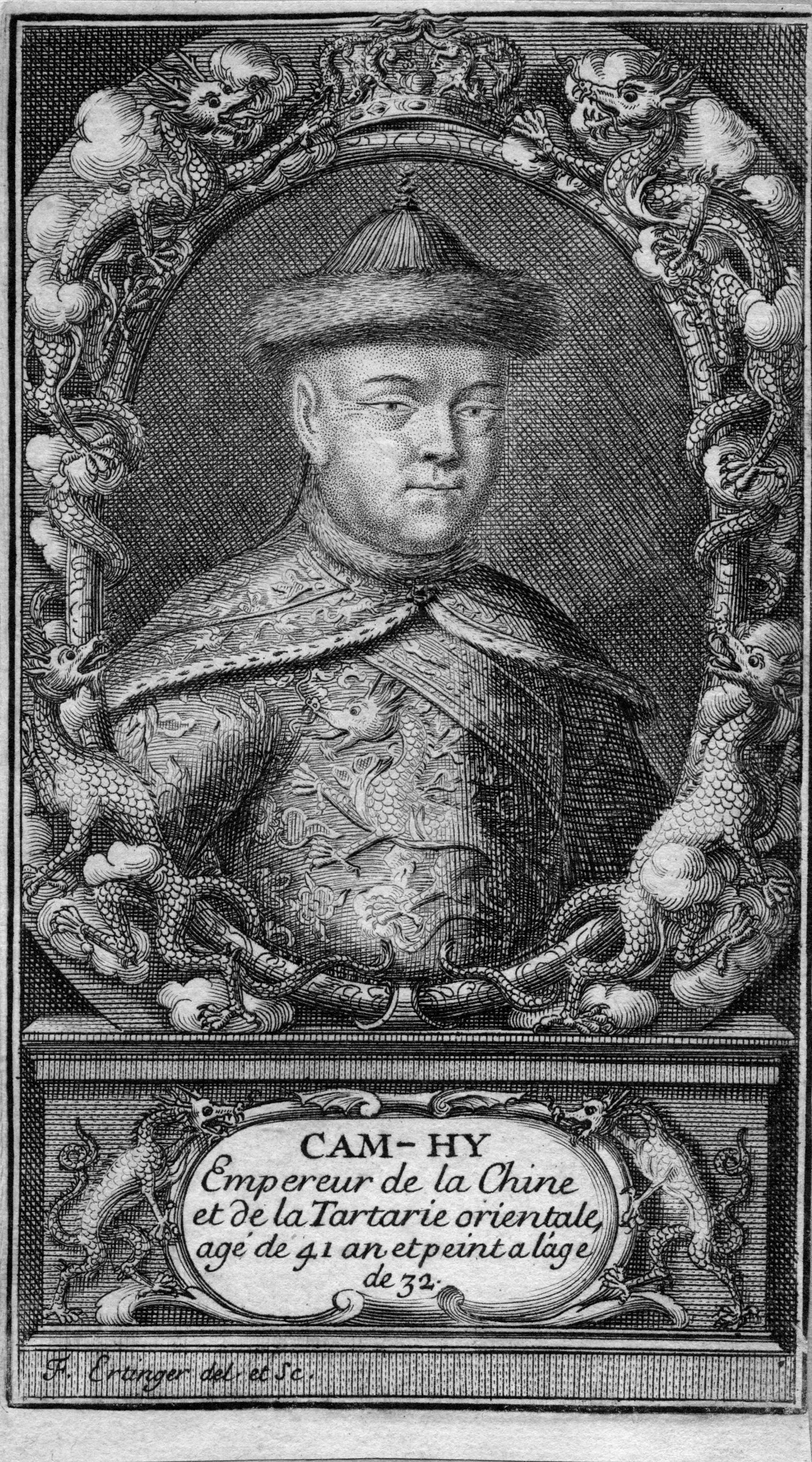
ブーヴェ『康熙帝伝』より

### 小説
- 『鹿鼎記』：武侠小説。映画・ドラマ化もされている。

### テレビドラマ

#### 康熙帝を主人公とするドラマ
- 『康熙王朝』2001年
- 『皇帝の恋 寂寞の庭に春暮れて（中国語版）』2016年
- 『康熙帝 〜大河を統べる王〜』2022年

#### 康熙帝が登場するドラマ
- 『雍正王朝』1999年
- 『宮廷女官 若曦』2011年
- 『宮 パレス 〜時をかける宮女〜』2011年
- 『諍い女たちの後宮（中国語版）』2011年
- 『龍珠伝 ラストプリンセス』2017年
- 『花散る宮廷の女たち〜愛と裏切りの生涯〜』2017年
- 『宮廷の茗薇 〜時をかける恋（中国語版）』2019年